# ستوان عثمانی
ستوان عثمانی (به انگلیسی: The Ottoman Lieutenant) یک فیلم در ژانر درام جنگی به کارگردانی جوزف روبن و محصول سال ۲۰۱۷ ایالات متحده آمریکا و ترکیه است. فیلم‌نامه این فیلم توسط جف استوک‌ول به رشته تحریر درآمده است. میخیل هایسمان، هرا هیلمار، جاش هارتنت و بن کینگزلی از بازیگران اصلی این فیلم هستند. این اثر سینمایی به‌طور گسترده در تاریخ ۱۰ مارس ۲۰۱۷، به نمایش درآمد. فیلم ستوان عثمانی داستان عاشقانه‌ای بین یک پرستار آرمان‌گرای آمریکایی و یک افسر ترک را در طی جنگ جهانی اول روایت می‌کند.
ستوان عثمانی حدوداً در زمان اکران فیلم قول منتشر شد، فیلمی که نسل‌کشی ارمنی‌ها را به تصویر می‌کشد. شباهت‌های مشاهده شده بین این دو فیلم باعث اتهاماتی شد که ستوان عثمانی تنها برای انکار نسل‌کشی ارمنی‌ها ساخته شده‌است.